# Cố Thủy
Cố Thủy (chữ Hán giản thể: 固始县, Hán Việt: Cố Thủy huyện) là một huyện của địa cấp thị Tín Dương, tỉnh Hà Nam, Cộng hòa Nhân dân Trung Hoa. Huyện này có chiều dài đông-tây là 56.19 km, nam-bắc là 94,16 km, diện tích 2946 km2, dân số năm 2002 là 1,6 triệu người. Điểm cao nhất trong huyện có độ cao 1025,6 so với mực nước biển, điểm thấp nhất là 23 m. Địa hình của huyện này đa dạng với núi non, đồi, bình nguyên, những vùng đất thấp.
Huyện Cố Thủy được chia ra các đơn vị hành chính gồm 8 trấn và 25 hương. Các đơn vị hương trấn này lại được chia ra thành 601 thôn hành chính.

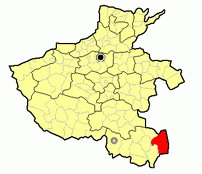